# Aeroportul Fakarava
Aeroportul Fakarava (IATA: FAV, ICAO: NTGF) este un aeroport din Polinezia Franceză, Franța ce deservește zona Fakarava⁠(d). Aeroportul a fost tranzitat în 2022 de 41.907 pasageri. A fost numit după zona deservită.
Situat la o altitudine de 4 m, aeroportul dispune de o singură pistă.